# David Patrick Kelly
David Patrick Kelly (Detroit (Michigan), 23 januari 1951) is een Amerikaans acteur, muzikant en componist.

## Biografie
Kelly werd geboren in Detroit (Michigan) in een gezin van zeven kinderen, en heeft gestudeerd aan de University of Detroit in Detroit en haalde cum laude zijn bachelor of fine arts. Hij is vanaf 14 augustus 2005 getrouwd met schrijfster en actrice Juliana Francis. Samen hebben ze sinds 2008 een dochter. 
Kelly is als muzikant en componist actief in lokale clubs en cafés in New York. In mei 2008 heeft hij een album uitgebracht met de naam David Patrick Kelly: Rip Van Boy Man dat nieuwe en live opgenomen liedjes bevat.

## Filmografie

### Films
Selectie:
- 2017 John Wick: Chapter 2 - als Charlie
- 2015 Chi-Raq - als generaal King Kong
- 2014 John Wick - als Charlie
- 2006 Flags of Our Fathers – als president Truman
- 2005 The Longest Yard – als Unger
- 2001 K-PAX – als Howie
- 1999 In Too Deep – als Rick Scott
- 1997 Trojan War – als koerier
- 1996 Last Man Standing – als Doyle
- 1996 Flirting with Disaster – als Fritz Boudreau
- 1995 Heavy – als grijze man in ziekenhuis
- 1994 The Crow – als T-Bird
- 1992 Malcolm X – als Mr. Ostrowski
- 1992 Twin Peaks: Fire Walk with Me – als Jerry Horne
- 1990 The Adventures of Ford Fairlane – als Sam
- 1990 Wild at Heart – als Dropshadow
- 1989 Penn & Teller Get Killed – als de fan
- 1985 Commando – als Sully
- 1982 48 Hrs. – als Luther
- 1982 Hammett – als de homofiel
- 1979 The Warriors – als Luther

### Televisieseries
Uitgezonderd eenmalige gastrollen.
- 2017 Twin Peaks - als Jerry Horne - 7 afl.
- 2016 Feed the Beast - als Ziggy Woichik - 8 afl.
- 2015 The Blacklist - als Heinrich Gerst - 4 afl.
- 2008 – 2011 Gossip Girl – als Noah Shapiro – 3 afl.
- 2010 Louie – als therapeut – 2 afl.
- 1993 Ghostwriter – als Double-T – 4 afl.
- 1990 – 1991 Twin Peaks – als Jerry Horne – 9 afl.

## TheaterwerkBroadway
- 2024 Once Upon a Mattress - musical - als The King Sextimus
- 2024 An Enemy of the People - toneelstuk - als Morten Kiil
- 2022-2023 Into the Woods - musical - als verteller / mysterieuze man
- 2015-2016 Thérèse Raquin - toneelstuk - als Superintendent Michaud
- 2012-2015 Once - musical - als Da
- 2006 Festen - toneelstuk - als Poul
- 2000 Uncle Vanya - toneelstuk - als Ilya Ilyich Telegin
- 1998 Twelfth Night- toneelstuk - als Feste
- 1994 The Government Inspector - toneelstuk - als Osip
- 1982 Is there life after high school? - musical - als ??
- 1980 The Suicide - toneelstuk - als Pervy / jongeman
- 1979 Knockout - toneelstuk - als Mac
- 1978 Working - musical - als Brett Meyer / Benny Blue / Charlie Blossom
- 1977 Hair - musical - als Claude (understudy)
- 1975 The Rocky Horror Show - musical - als Eddie / dr. Scott

- Gemeinsame Normdatei: 110341206X
- International Standard Name Identifier: 0000 0000 4171 9004
- Library of Congress Control Number: no97010487
- MusicBrainz: 73db59df-ba04-43d8-b16d-7e9df74add97
- Nationale Bibliotheek van Israël: 987007436611405171
- Virtual International Authority File: 61146058
- WorldCat: E39PBJqBtRdRGbqkKYtFwVtVG3